# Francisco Pavón
Francisco Pavón Barahona (Madrid, 9 de janeiro de 1980) é um ex-futebolista espanhol que atuava como zagueiro.

## Carreira
Formado nas categorias de base do Real Madrid, passou pelo Castilla e foi promovido à equipe principal na temporada 2000–01. O zagueiro realizou sua estreia com a camisa merengue no dia 7 de novembro de 2000, contra o Spartak Moscou, no Estádio Lujniki, em jogo válido pela Liga dos Campeões da UEFA.
Sempre alternando entre os reservas do time, em julho de 2007 ele foi contratado pelo Zaragoza.

## Títulos
Real Madrid
- Supercopa da Espanha: 2001 e 2003
- Liga dos Campeões da UEFA: 2001–02
- Supercopa da UEFA: 2002
- Copa Intercontinental: 2002
- La Liga: 2002–03 e 2006–07